# Chiesa della Madonna del Conforto
La chiesa della Madonna del Conforto è un edificio religioso situato a Cana, nel comune di Roccalbegna.

## Storia
La chiesa venne edificata in epoca rinascimentale come cappella rurale all'esterno dell'abitato.
In epoca barocca l'edificio religioso fu arricchito al suo interno; nel corso dei secoli successivi è riuscito a mantenere pressoché intatto il proprio aspetto originario. Recenti restauri hanno permesso di riportare la chiesa all'antico splendore.

## Architettura
La chiesa della Madonna del Conforto è preceduta da un portico a tre ordini di epoca posticcia.
Il portale d'ingresso è architravato ed affiancato da due caratteristiche finestre laterali di forma quadrangolare che consentivano originariamente la preghiera anche dall'esterno dell'edificio, prima della costruzione del portico; sopra il tetto del portico si apre una finestra semicircolare al centro della facciata principale. Nella parte posteriore dell'edificio si eleva un campanile a vela che culmina alla sommità con un timpano triangolare.
Ad aula unica, in passato vi era conservato al suo interno il dipinto cinquecentesco raffigurante la Vergine del Conforto, che in seguito venne posto nella moderna chiesa parrocchiale di San Martino all'interno del paese.
La chiesa si caratterizza anche per un altare barocco e per il tetto a capriate.